# The Life I Know
| Críticas profissionais | Críticas profissionais |
| Avaliações da crítica  | Avaliações da crítica  |
| Fonte                  | Avaliação              |
| ---------------------- | ---------------------- |
| allmusic               | [ 1 ]                  |
| Jesus Freak Hideout    | [ 2 ]                  |

The Life I Know é o álbum de estreia da banda norte-americana Gwen Stacy, lançado em 5 de fevereiro de 2008.

## Faixas
1. "The Path to Certainty" — 3:01
2. "I Was Born With Two First Names" — 4:00
3. "Challenger Pt. 2" — 3:22
4. "If We Live Right, We Can't Die Wrong" — 4:13
5. "What Will Happen If I Hit Enter" — 3:25
6. "The Fear In Your Eyes" — 3:34
7. "Playing God Is Playing For Keeps" — 2:58
8. "Falling From the Fence" — 3:18
9. "Sleeping In the Train Yard" — 7:17
10. "Gone Fishing. See You In a Year" — 4:48
11. "Paved Gold With Good Intentions" — 2:53
12. "I'll Splatter You Like Jackson Pollock" — 3:39

## Desempenho nas paradas musicais
| Parada musical (2008)            | Posição |
| -------------------------------- | ------- |
| Estados Unidos - Top Heatseekers | 18      |